# Костова, Лиляна
Лиляна Иванова Костова (15 марта 1988, Петрич) — болгарская футболистка, полузащитница. Выступала за сборную Болгарии.

## Биография
Воспитанница футбольной секции стадиона «Цар Самуил» (Петрич), где занималась с командой мальчиков. Отец и брат Лиляны тоже были футболистами.
Начинала взрослую карьеру в клубе «Супер Спорт» (София), в его составе в июле 2004 года дебютировала в женской Лиге чемпионов в матче против «Алма-КТЖ». В 2007 году перебралась в Россию, где провела два сезона в клубах высшего дивизиона «Химки» и «Надежда» (Ногинск). Затем снова недолго играла за «Супер Спорт».
В 2009 году перешла в киприотский «Аполлон» (Лимасол), где провела около пяти сезонов с перерывами. Неоднократно становилась чемпионкой и обладательницей Кубка Кипра. Регулярно выступала в Лиге чемпионов, где забила около 20 голов. В игре против албанского клуба «Ада» (21:0) в 2012 году сделала «покер».
В весенней части сезона 2012/13 снова выступала в России, на этот раз за «Зоркий», в его составе стала чемпионкой России. Весной 2014 года сыграла 3 матча за подмосковную «Россиянку».
Позднее играла на Кипре за «Фамагуста» и ненадолго возвращалась в Болгарию, где выступала за клуб «Спортика» (Благоевград). В феврале 2016 года перешла в польский «Медик» (Конин), где в первой же игре забила 2 гола в ворота «Вальбржиха» (10:1). В составе клуба стала двукратной чемпионкой (2015/16, 2016/17) и обладательницей Кубка Польши 2016/17. Стала первой болгарской футболисткой, завоевавшей чемпионские титулы в четырёх разных странах.
Весной 2018 года играла за итальянскую «Верону». Летом того же года перешла в «Фиорентину», но сыграла только несколько матчей в начале сезона (2 в чемпионате Италии, 1 — в Кубке Италии, 1 — в Суперкубке Италии и 2 — в еврокубках) и получила травму колена, вследствие чего пропустила оставшуюся часть сезона. По итогам сезона «Фиорентина» стала вице-чемпионом Италии, финалистом Кубка страны и обладателем Суперкубка.
В 2019 году подписала контракт с венгерским клубом «Диошдьёр ВТК».
С 2004 года выступала за молодёжную сборную Болгарии. Также играла за национальную сборную, в официальных турнирах провела за неё не менее 25 матчей.